# Pedro Massana
Pedro Massana Calvet (19 de diciembre de 1923-28 de julio de 1991) fue un deportista español que compitió en remo. Ganó una medalla de bronce en el Campeonato Europeo de Remo de 1951, en la prueba de cuatro con timonel.

## Palmarés internacional
| Campeonato Europeo | Campeonato Europeo | Campeonato Europeo | Campeonato Europeo |
| Año                | Lugar              | Medalla            | Prueba             |
| ------------------ | ------------------ | ------------------ | ------------------ |
| 1951               | Mâcon (Francia)    | Medalla de bronce  | Cuatro con timonel |